# 安八町
安八町（日语：／ Anpachi chō */?）為岐阜縣西南部，濃尾平原西北部的町。